# Peter Hultqvist
Peter Hultkvist é um político sueco, do Partido Social-Democrata. Foi o ministro da defesa no Governo Löfven de 2014 a 2022.
Nasceu em Stora Tuna, na Suécia, em 1958. Foi deputado do Parlamento da Suécia em 2006-2014. 